# Desa Pasirbiru (administrativ by i Indonesien, lat -6,92, long 107,73)
Desa Pasirbiru är en administrativ by i Indonesien.   Den ligger i provinsen Jawa Barat, i den västra delen av landet, 120 km sydost om huvudstaden Jakarta.